# Chinesische Universität für Geowissenschaften
Die Chinesische Universität für Geowissenschaften (chinesisch 中国地质大学, Pinyin Zhōngguó Dìzhì Dàxué, englisch China University of Geosciences) ist eine chinesische Schlüsseluniversität, die direkt vom Ministerium für Bildung verwaltet wird. Der Hauptcampus der Universität befindet sich in Wuhan, in der Provinz Hubei. Vor 2005 gab es einen Zweigcampus in Peking, aber der Pekinger Campus wird nun als eigenständige Einrichtung namens Chinesische Universität für Geowissenschaften (Peking) betrachtet.

## Campusse
Der Wuhaner Campus befindet sich in der Lumo-Straße Nr. 388. Dort befindet sich auch das Yifu-Museum (逸夫博物館 Yifu bowuguan) der Chinesischen Universität für Geowissenschaften.